# Gentiana crenulatotruncata
Gentiana crenulatotruncata är en gentianaväxtart som först beskrevs av Cecil Victor Boley Marquand, och fick sitt nu gällande namn av T. N. Ho. Gentiana crenulatotruncata ingår i släktet gentianor, och familjen gentianaväxter. Utöver nominatformen finns också underarten G. c. flava.